# Simpang Tiga Rawang
Simpang Tiga Rawang is een bestuurslaag in het regentschap Sungai Penuh van de provincie Jambi, Indonesië. Simpang Tiga Rawang telt 2670 inwoners (volkstelling 2010).